# Aleksandr Antonov
Pour les articles homonymes, voir Antonov.
Aleksandr Pavlovitch Antonov (en russe : Александр Павлович Антоноѵ), né le 13 février 1898 à Moscou (Empire russe) et mort le 26 novembre 1962  à Moscou (RSFSR), est un acteur soviétique.

## Biographie
Il était acteur de la troupe du Proletkoult, à Moscou, quand Sergueï Eisenstein vint le chercher en 1923 pour jouer dans un court métrage de cinq minutes Le Journal de Gloumov puis dans La Grève en 1924, dernière année de sa présence à ce théâtre. Ce fut le commencement d'une longue et prolifique carrière cinématographique distinguée en 1950 par le titre honorifique d'artiste émérite de la RSFSR.

## Filmographie
Les traductions de la plupart des titres sont sujettes à caution car la quasi-totalité des films n'a pas été distribuée en France.

### Acteur
- 1923 : Le Journal de Gloumov de Sergueï Eisenstein : Joffre
- 1924 : La Grève de Sergueï Eisenstein : un ouvrier membre du comité de grève
- 1925 : Le Cuirassé Potemkine de Sergueï Eisenstein : Vakoulintchouk
- 1925 : Les Premiers feux de Youri Taritch : Efimov, président du conseil du village
- 1926 : Vent de Tcheslav Sabinski et Lev Cheffer : un pêcheur
- 1927 : Café Fankoni de Mikhaïl Kapchinski : un pêcheur
- 1927 : Le Chemin de Damas (ou La Conversion de Paul) de Lev Cheffer : Ignat Cheremet
- 1927 : La Toison d'or de Boris Svetozarov : Gleb Grinjov
- 1928 : Tanka la tenancière de Boris Svetozarov : Sawka
- 1928 : Une ville brillante d'Olga Preobrajenskaïa : un chauffeur
- 1929 : Lorsque le champ est en fleurs de Ilya Kravchounovski : Chary
- 1930 : Le Fonctionnaire de Ivan Pyriev : le président du conseil de la route
- 1930 : Judas (en) de Evgueni Ivanov-Barkov : un officier
- 1930 : Demain soir : Volkov
- 1930 : Les deux forces de Noi Galkine : le prisonnier
- 1931 : Tokar Alexeev de Victor Chestakov
- 1932 : Ailes de Ilya Kravchounovski : le commissaire à l'escadron
- 1932 : Bombardiers ou Le Suicide de Vassili Zhouravlyov : un marin
- 1932 : Vous pouvez sans moi de Victor Chestakov : un chef cuisinier
- 1933 : La ville sous l'attaque de Youri Genika : chef dans l'aviation
- 1934 : L'Amour d'Alena de Boris Yourtsev : Klyouev
- 1935 : Le Ballon et le cœur de Constantin Youdine et Boris Yourtsev : le chef de la brigade des pompiers
- 1936 : J'Aime de Leonid Loukov : Gorbouzov
- 1936 : Détenus d'Ievgueni Tcherviakov : un forçat surnommé «Vania (Ivan) l'athlète»
- 1937 : La Fiancée riche de Ivan Pyriev : Danilo Petrovitch Boudiak, contremaître
- 1938 : Directeur de Leonid Loukov
- 1939 : Fille de caractère de Constantin Youdine : Mechkov, directeur de sovkhoze d'animaux d'élevage
- 1939 : Une Nuit de septembre de Boris Barnet : le père Anton Mikhaïlovitch Koulaguine, père Stepan
- 1940 : Souvorov de Mikhaïl Doller et Vsevolod Poudovkine : le colonel Tiourine commandant de la mer d'Azov
- 1940 : Kouban de Matveï Volodarski : Sergueï Zakharovitch Khoudenko
- 1941 : Quatre de cœur de Constantin Youdine : colonel A. Antonov
- 1941 : Courage de Mikhaïl Kalatozov : (non crédité au générique)
- 1941 : Les Artamanov de Grigori Rochal : Barski (non crédité au générique)
- 1941 : Bataille kinosbornik numéro 3 de Boris Barnet, Constantin Youdine et Peter Baylis : un capitaine
- 1942 : Les Assassins prennent le large de Vsevolod Poudovkine et Youri Taritch : un soldat
- 1942 : Secrétaire du parti communiste de Ivan Pyriev : commandant Alexandre Pavlovitch Potapenko,
- 1944 : Six heures du soir après la guerre ou Six heures du soir après la victoire de Ivan Pyriev : un commandant
- 1944 : L'Homme numéro 217 de Mikhail Romm : un soldat allemand (non crédité au générique)
- 1947 : La Jeune garde de Sergueï Guerassimov : Ignat Fomine, le traître
- 1948 : Le Chemin de la gloire de Boris Bouneev, Anatoli Rybakov et Mikhaïl Schweitzer : Ivan Constantinovitch
- 1949 : La Bataille de Stalingrad de Vladimir Petrov : le colonel Popov
- 1950 : Rêve d'un cosaque de Youli Raizman
- 1950 : Mission secrète de Mikhail Romm : le général Schytte
- 1951 : Le Chevalier à l'étoile d'or de Youli Raizman
- 1952 : Un Trio d'inséparables de Vassili Jouravliov et Lev Atamanov : Ivan Karpovitch Tereshchenko, président du sovkhoze
- 1953 : Un cas dans la taïga de Youri Egorov : Fiodor Volkov, le meilleur chasseur de la région et de surcroît contremaître obstiné
- 1955 : Le Caniche blanc de Marianna Rochal et Vladimir Chredel : Janitor, le concierge
- 1955 : La Nuit des rois (Двенадцатая ночь) de Yan Frid : capitaine du bateau
- 1955 : Étoiles sur les ailes d'Isaac Chmarouk : Maxime Platonovitch Korenyouk
- 1955 : La douzième nuit ou La Nuit des rois d'Alexandre Abramov et Yan Frid : capitaine du navire
- 1955 : La Mer froide de Youri Yegorov : Amos Kondratich Kornilov
- 1955 : Bakhtiar de Letif Safarov
- 1957 : Long courrier de Leonid Gaïdaï et Valentin Nevzorov : Paul G. le père de Raïssa Fedoseyeva
- 1957 : Un marin est descendu sur la rive de Grigori Aronov et Lev Danilov : Vincent Semenovitch, chef du port

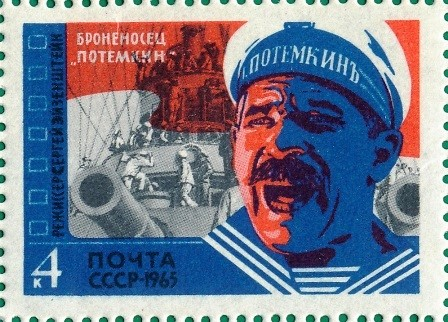
timbre poste de l'URSS n°3257. 1965. Cinéma soviétique